# Gemäldegalerie Alte Meister (Cassel)

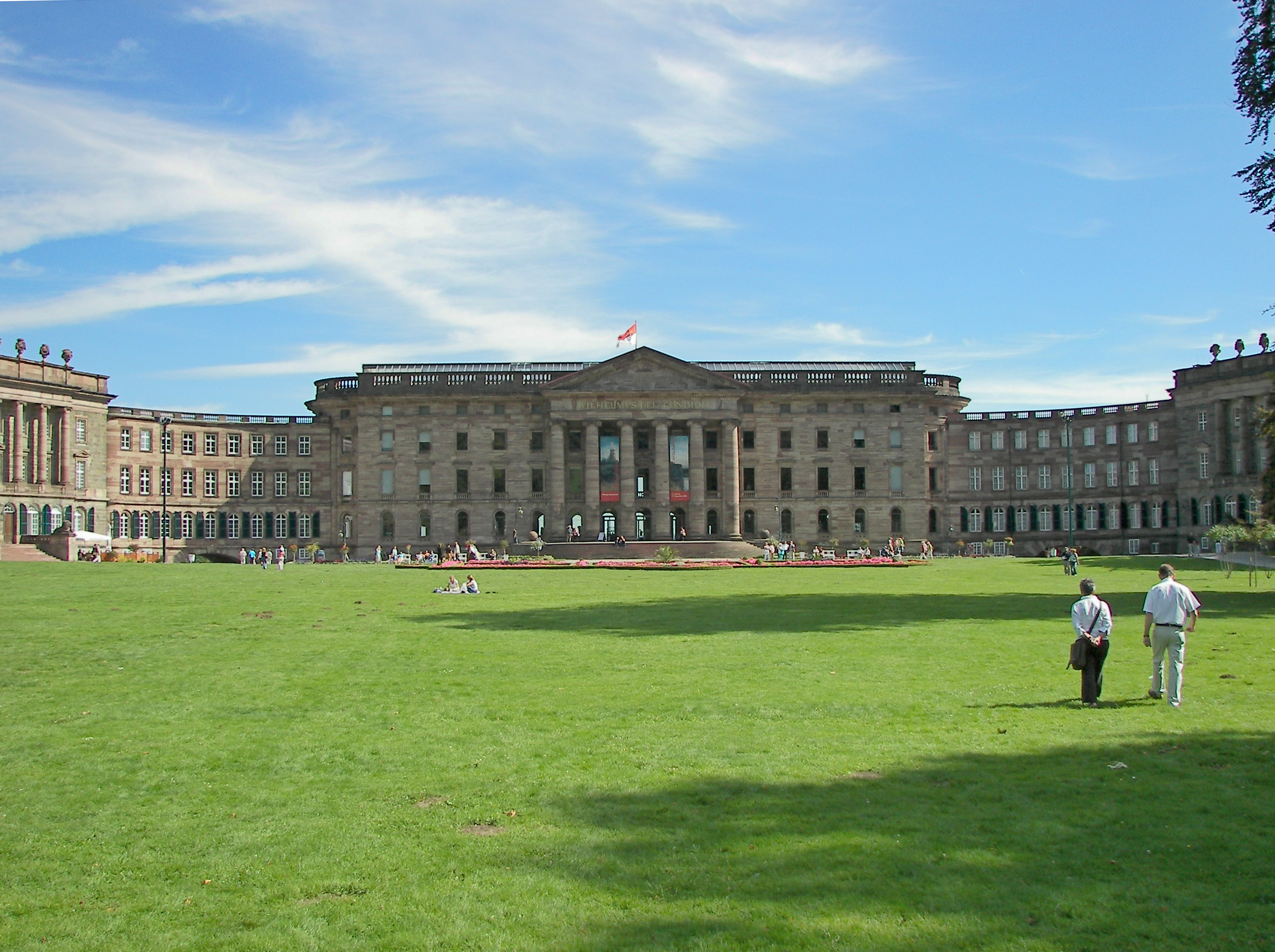
Façade du château Wilhelmshöhe où se trouve la Gemäldegalerie Alte Meister.

La Gemäldegalerie Alte Meister (galerie de peinture des Vieux Maîtres) est un musée d'art situé en Allemagne à Cassel (Hesse) et abrité depuis 1956 au château Wilhelmshöhe. Il dépend du Museumslandschaft Hessen Kassel.

## Collections

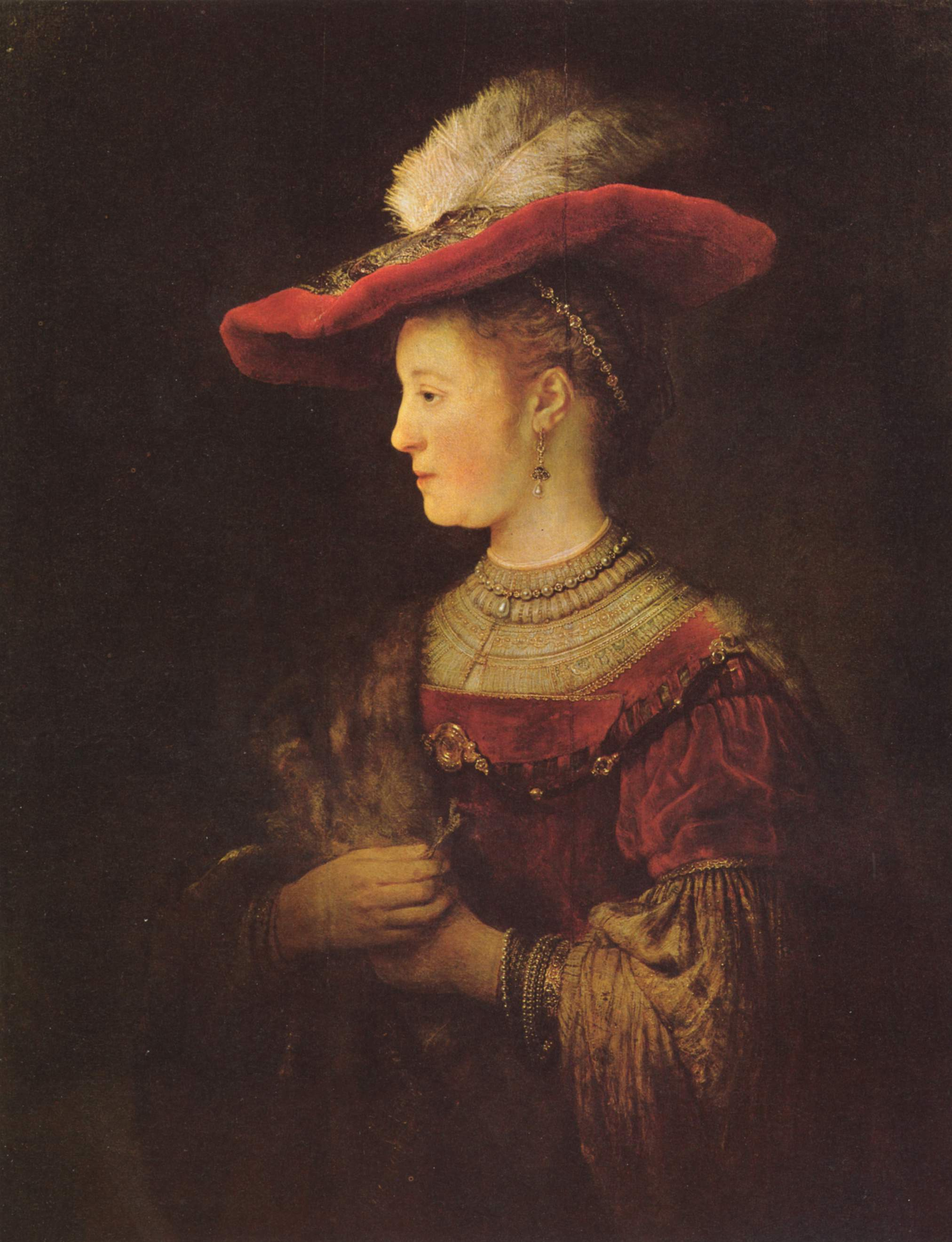
Rembrandt, Portrait de Saskia (1633-1634), conservé à la galerie

Le musée regroupe des œuvres de peintres flamands et néerlandais du XVIIe siècle qui faisaient partie de la collection du comte Guillaume VIII de Hesse-Cassel. Des salles sont consacrées à des maîtres majeurs de cette époque, comme Rembrandt, Frans Hals, Rubens, Van Dyck et Floris Claesz van Dijck, ou bien encore Jordaens. La collection de Rembrandt est la seconde en Allemagne, avec 12 œuvres du maître : la salle Rembrandt présente des chefs-d'œuvre tels que le Portrait de Saskia, La Sainte Famille avec un rideau ou La Bénédiction des fils de Joseph par Jacob. Rubens est représenté notamment par Le Triomphe du vainqueur, le Portrait de Nicolas de Respaigne, ou bien Pan et Syrinx.
Le musée a étendu sa collection à des peintres français, italiens ou espagnols, comme Vouet, le Titien ou Murillo. Une petite partie de la collection réunit des tableaux de maîtres primitifs flamands ou allemands remarquables de qualité, avec notamment des œuvres de Dürer, de Jan Gossaert ou de Heemskerck.

## Principaux artistes et œuvres
- Cranach l'Ancien : 
  - Triptyque de la Résurrection
  - Portrait d'Henri IV de Saxe
- Dürer : Portrait d'Elisabeth Tucher
- Baldung : Hercule et Antée
- Hals : 5 toiles dont :
  - L'Homme au chapeau mou
  - Deux Garçons jouant et chantant
- Titien : Portrait d'un commandant en chef
- Rembrandt : 12 toiles dont : 
  - La Sainte Famille avec un rideau
  - Portrait de Saskia
  - Jacob bénissant les fils de Joseph
  - Autoportrait avec un heaume
  - Portrait d'un homme aiguisant une plume
  - Paysage d'hiver
- Rubens : 
  - Le Triomphe du Vainqueur
  - Vénus, Amour, Bacchus et Cérès
  - Pan et Syrinx
  - Jupiter et Callisto
  - Portrait de Nicolas de Respaigne
- Jordaens : il s'agit du plus grand ensemble en dehors de Belgique
  - Le Triomphe de Bacchus
  - Portrait du maître avec sa belle famille
- Poussin : Scène bachique

## Galerie

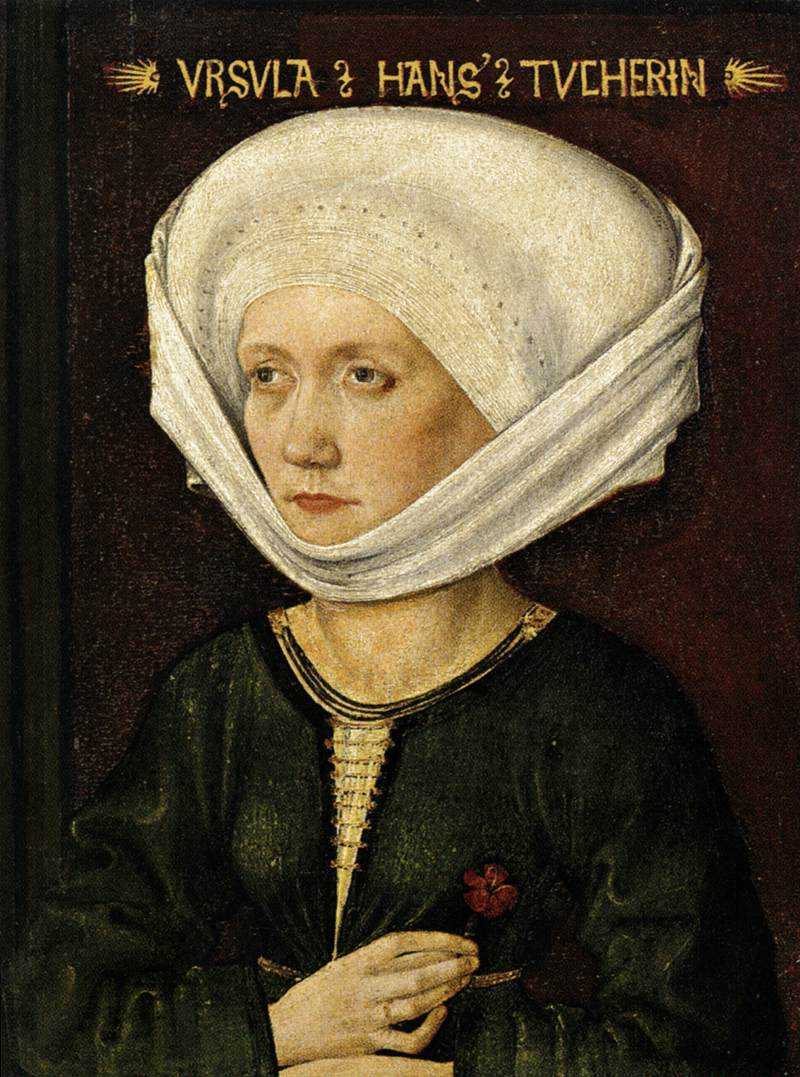
Michael Wolgemut, Portrait d'Ursula Tucher (1478)
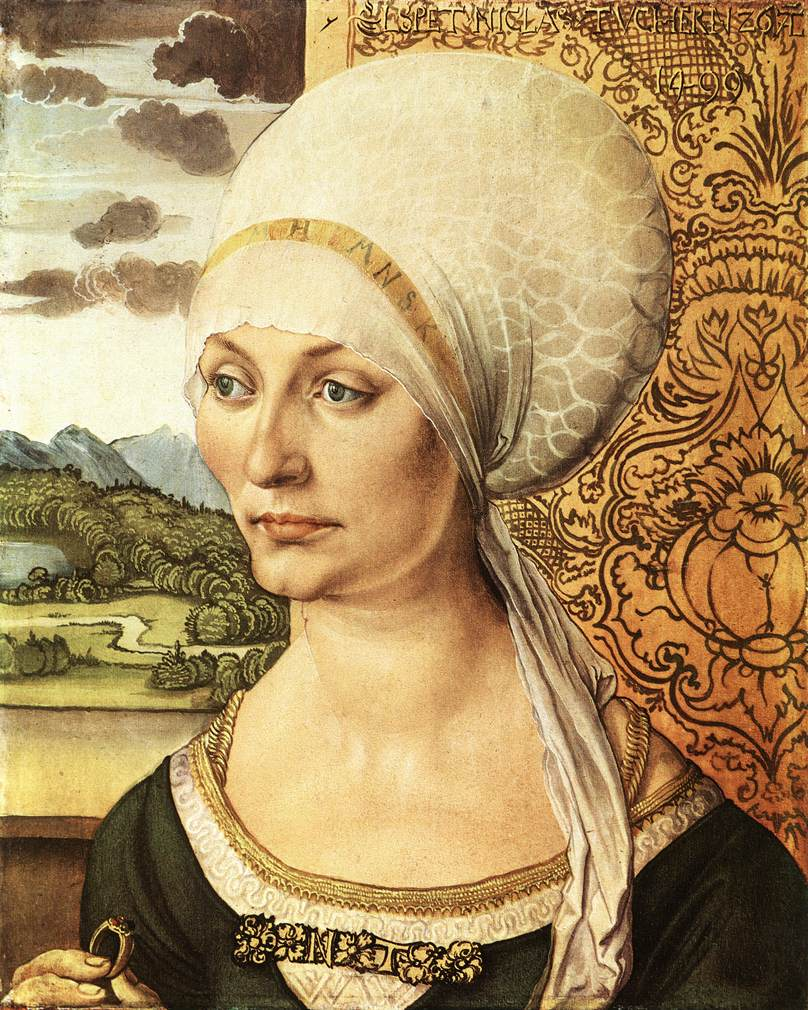
Dürer, Portrait d'Élisabeth Tucher (1499)
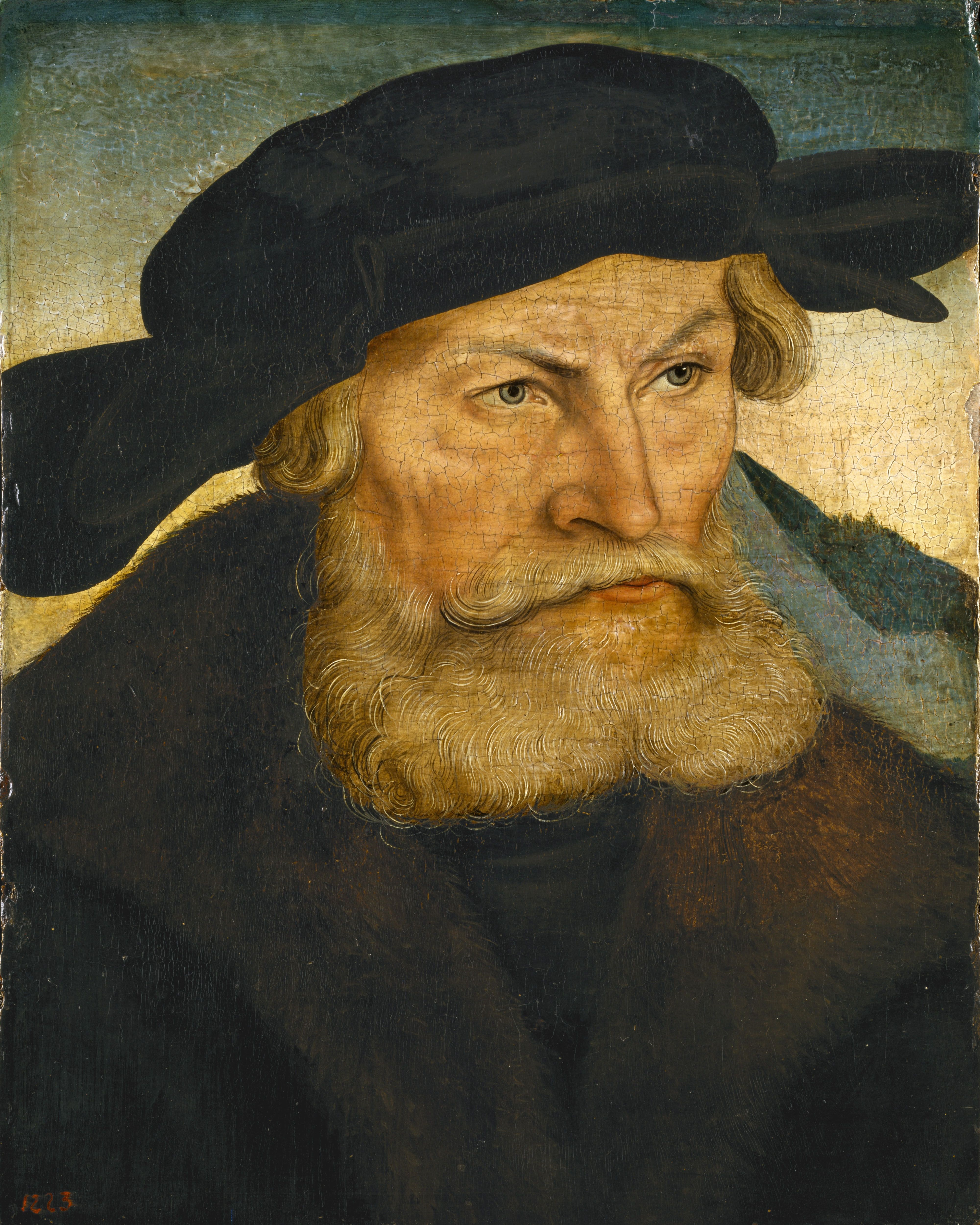
Lucas Cranach l'Ancien, Portrait d'Henri IV de Saxe (vers 1528)
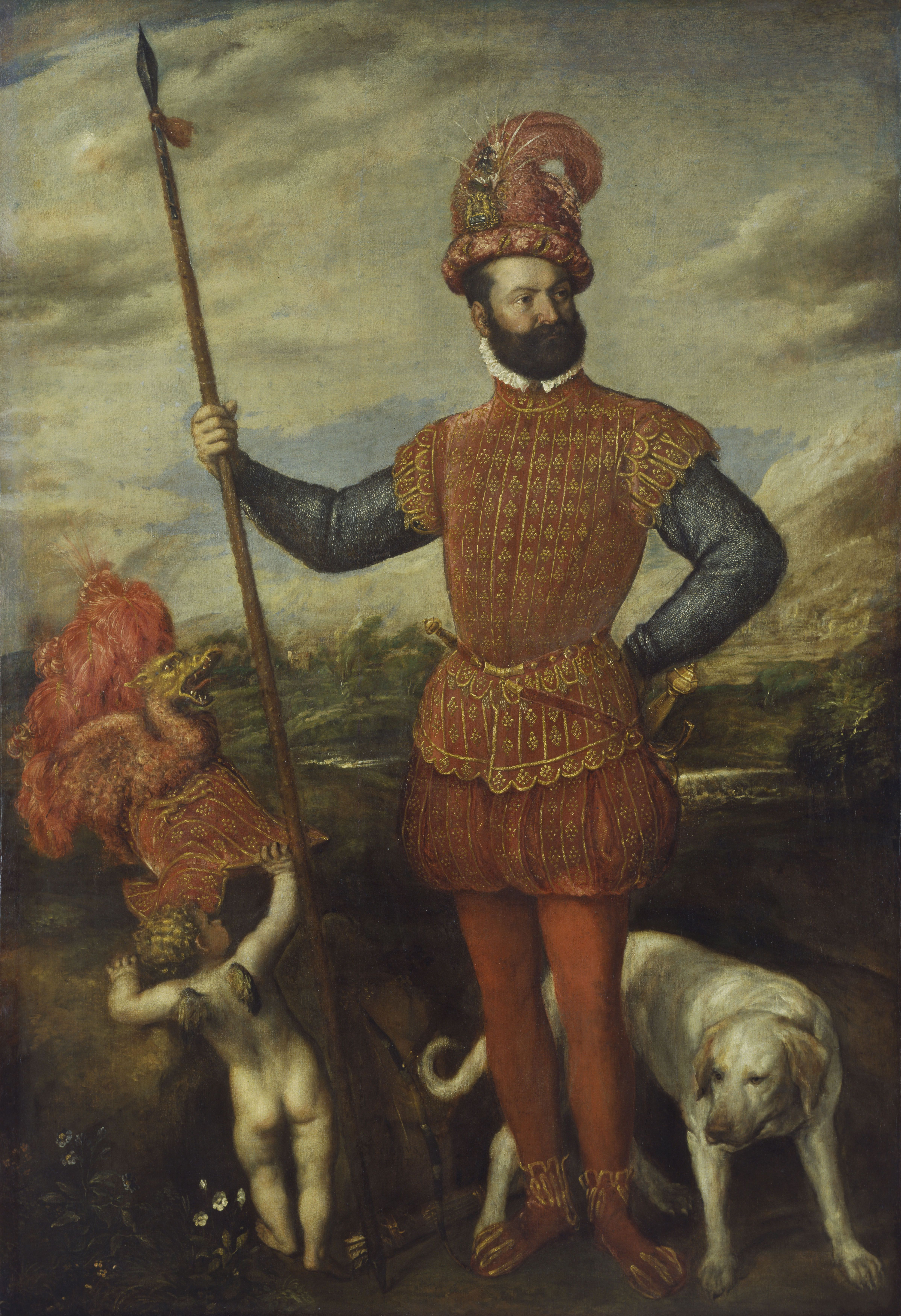
Titien, Portrait d'homme en costume militaire (entre 1550 et 1552)
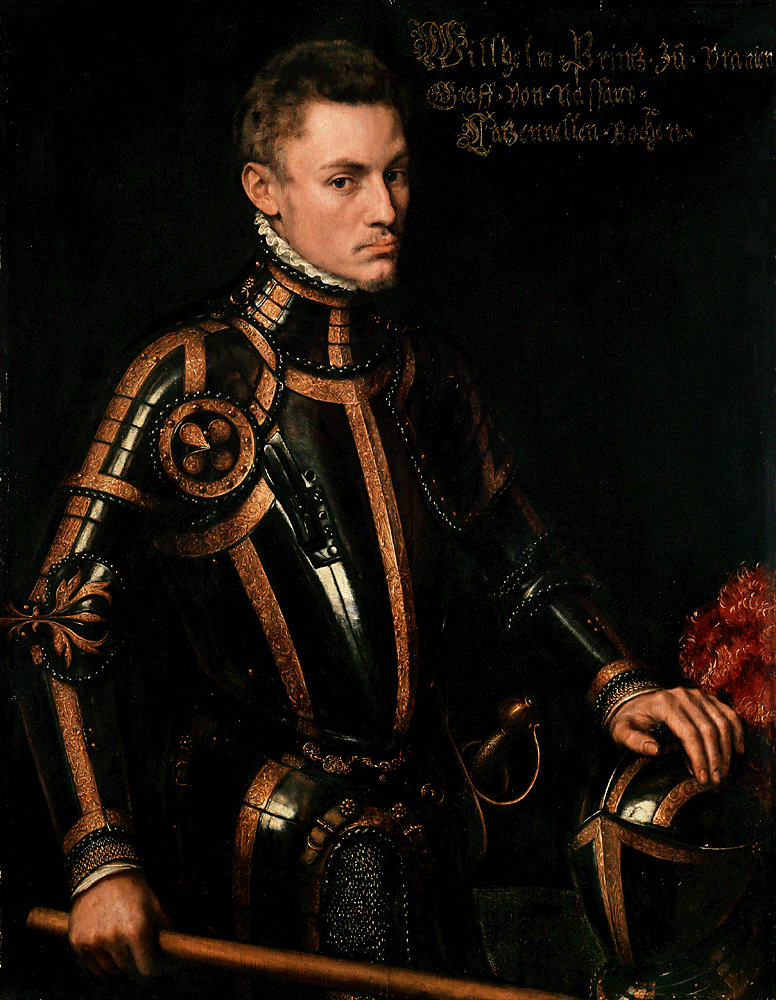
Antonio Moro, Portrait de Guillaume d'Orange (1555)
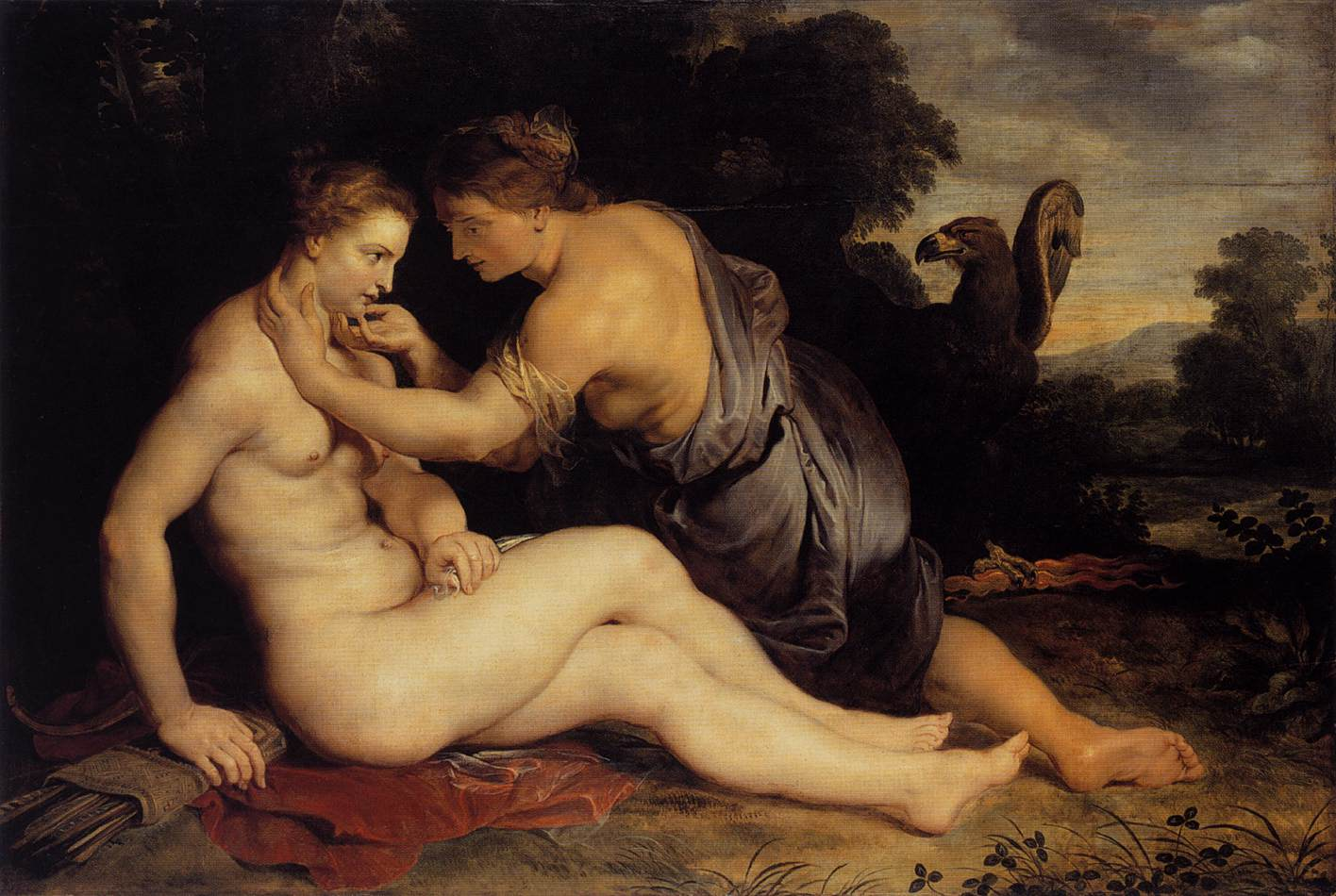
Pierre Paul Rubens, Jupiter et Callisto (1613)
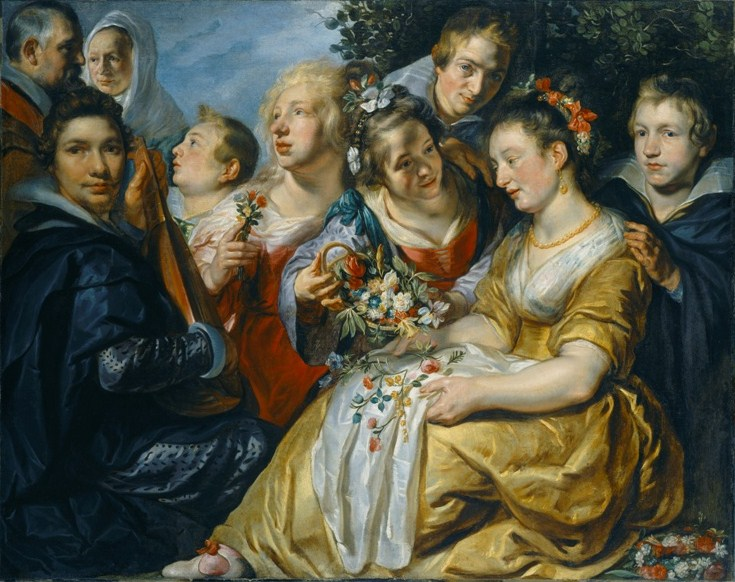
Jordaens, Portrait du maître avec sa belle-famille (celle de son beau-père Adam van Noort) (1616)
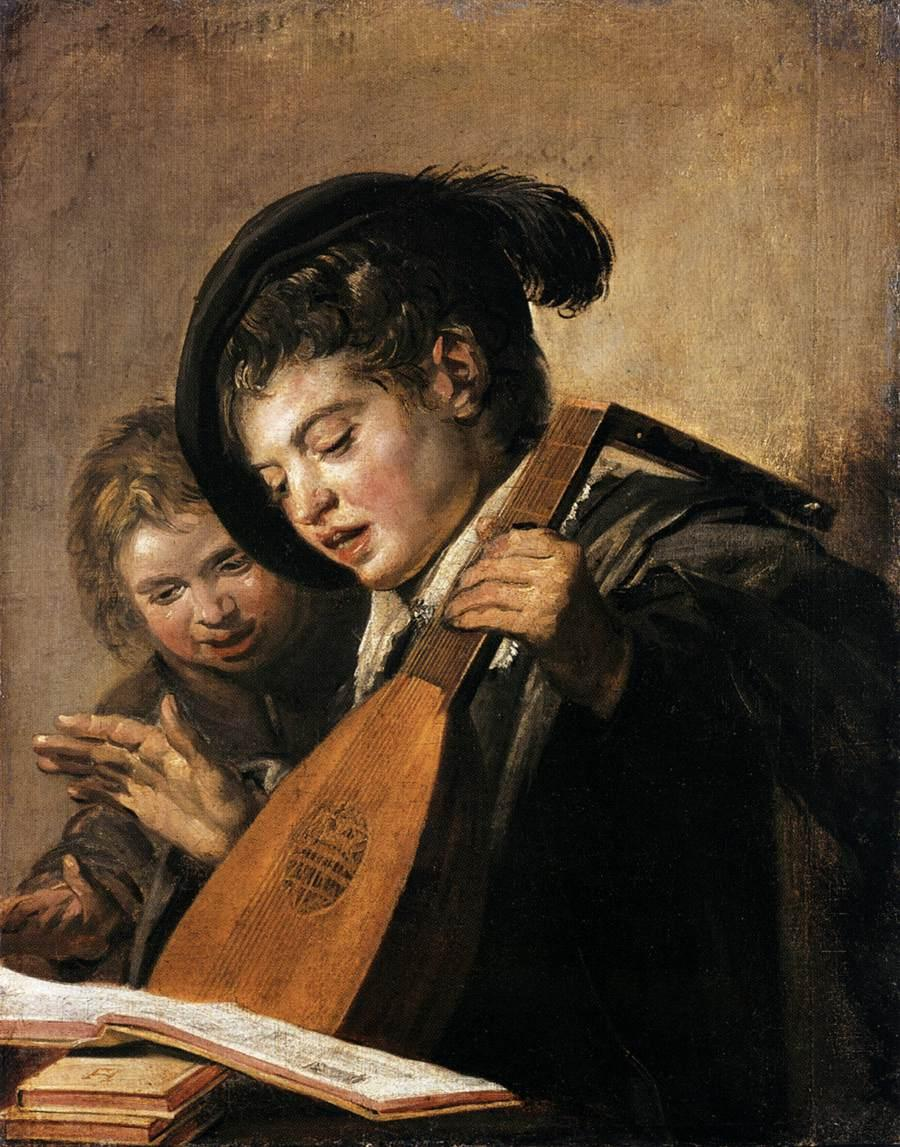
Frans Hals, Deux garçons jouant et chantant (vers 1625)
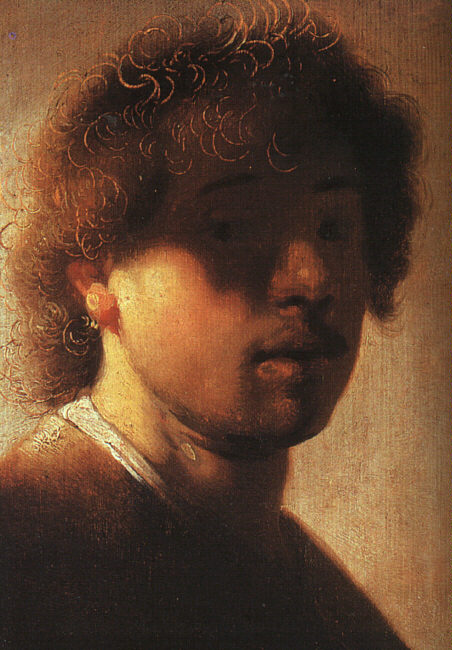
Rembrandt, Autoportrait (vers 1628)
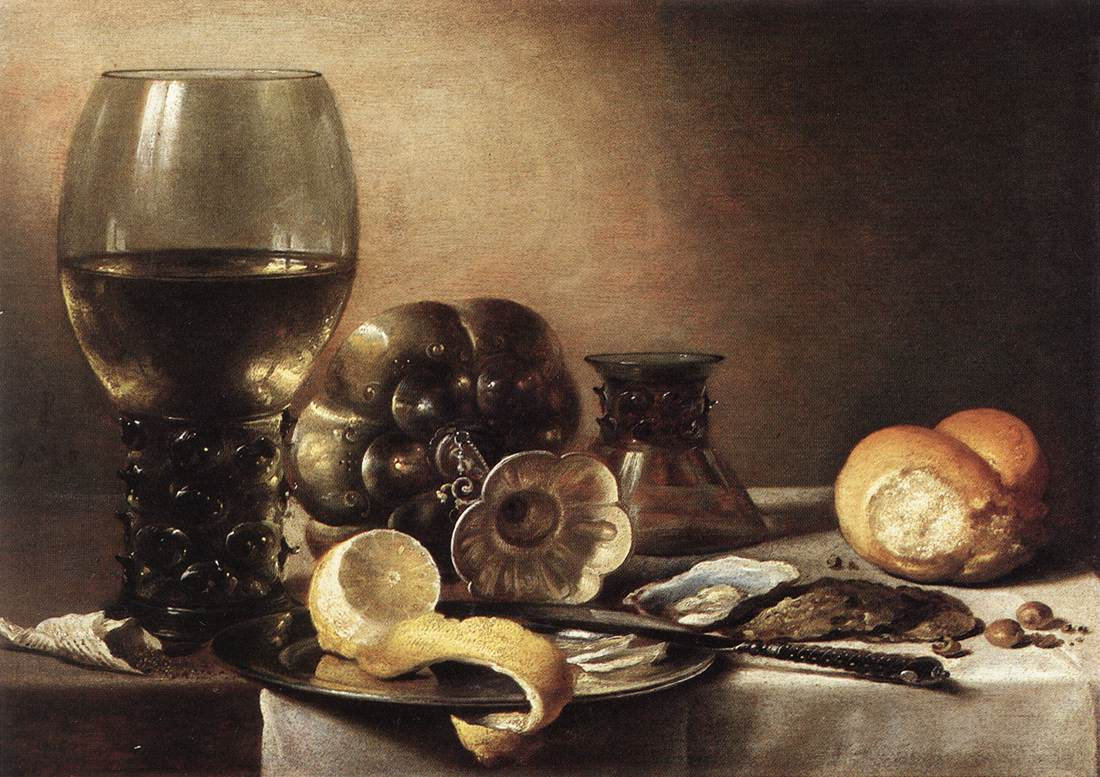
Pieter Claesz, Nature morte aux huitres (vers 1633)
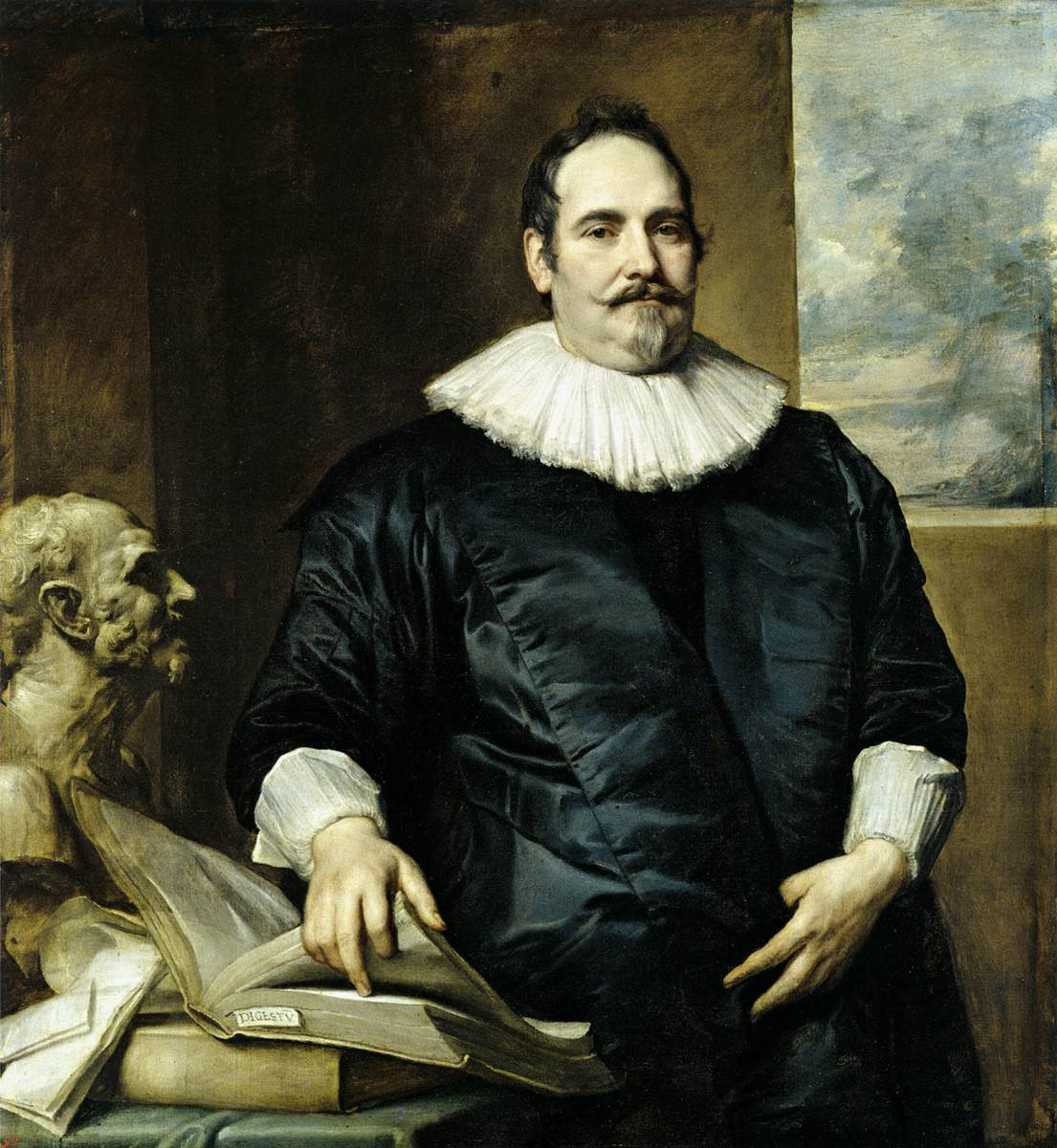
Antoine van Dyck, Portrait de Justus van Meerstraeten (vers 1634-1635)
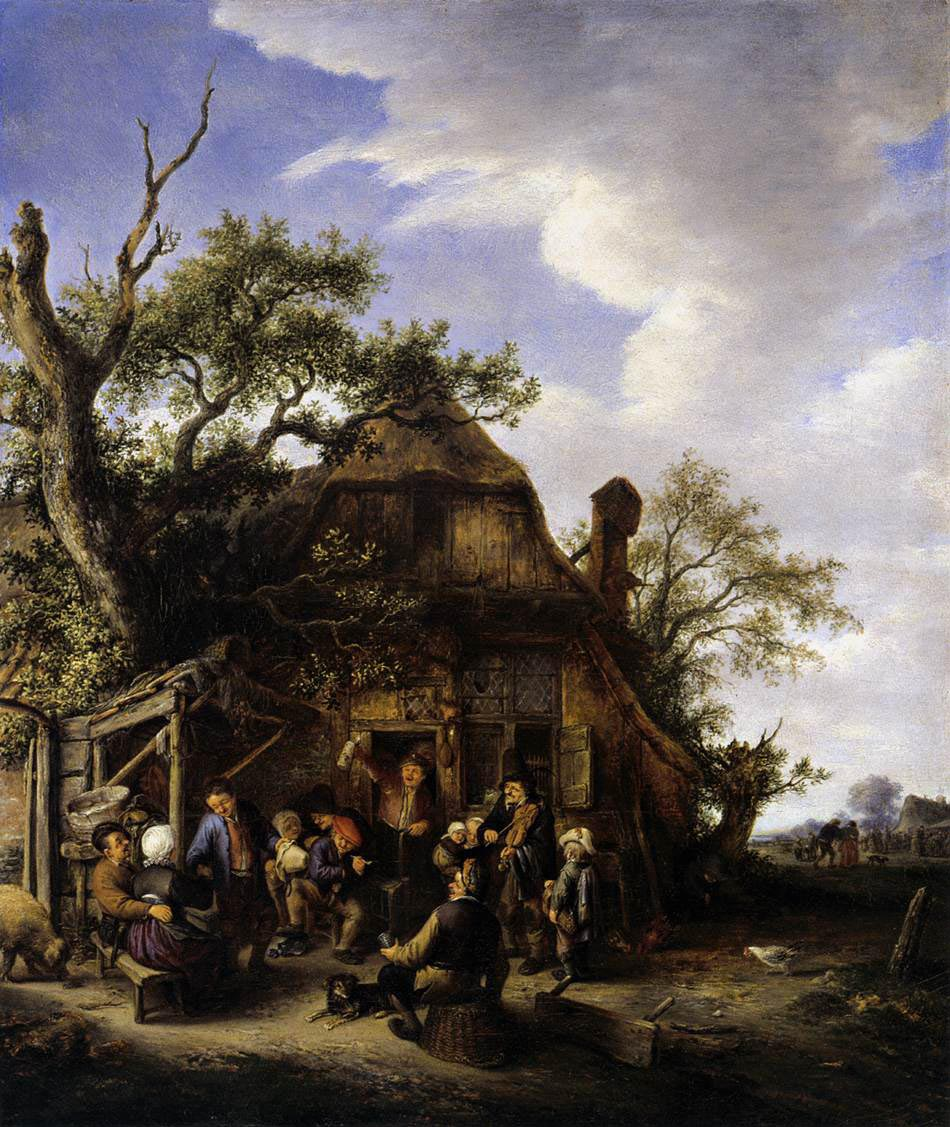
Adriaen van Ostade, Les Joyeux Paysans (vers 1645)
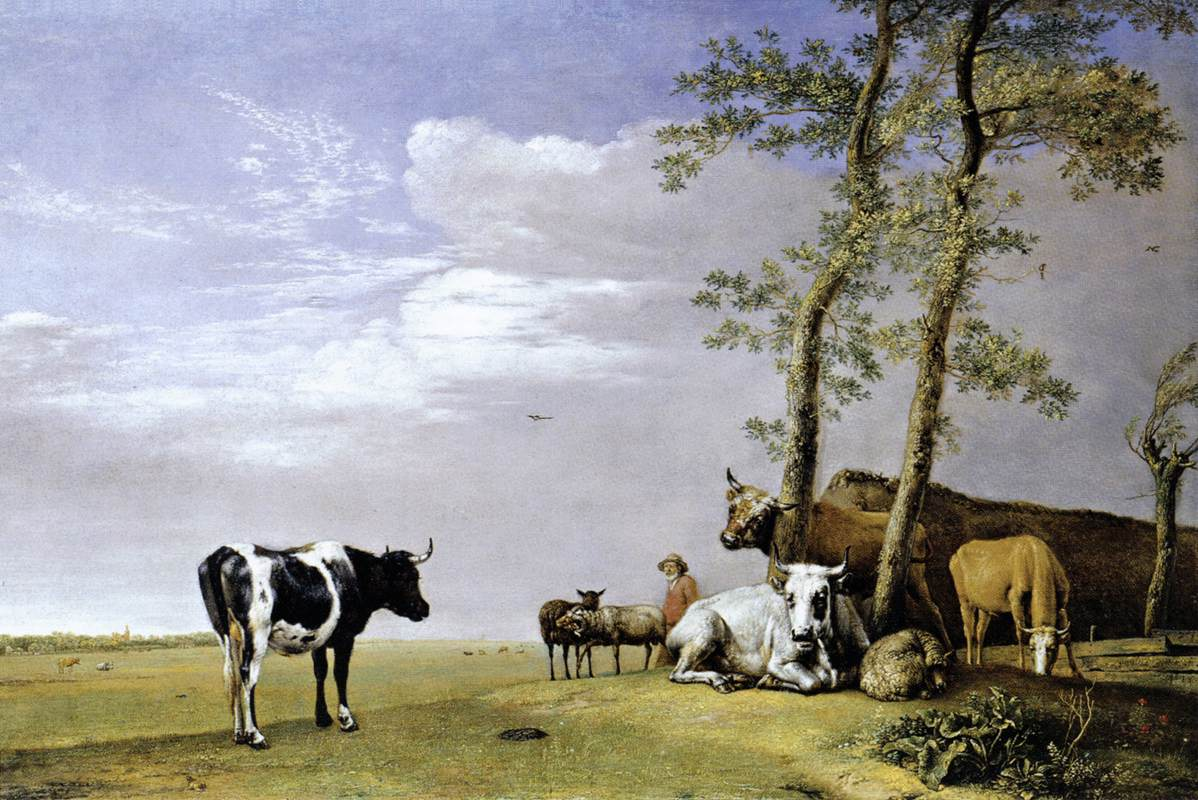
Paulus Potter, Un laboureur et son troupeau (1648)
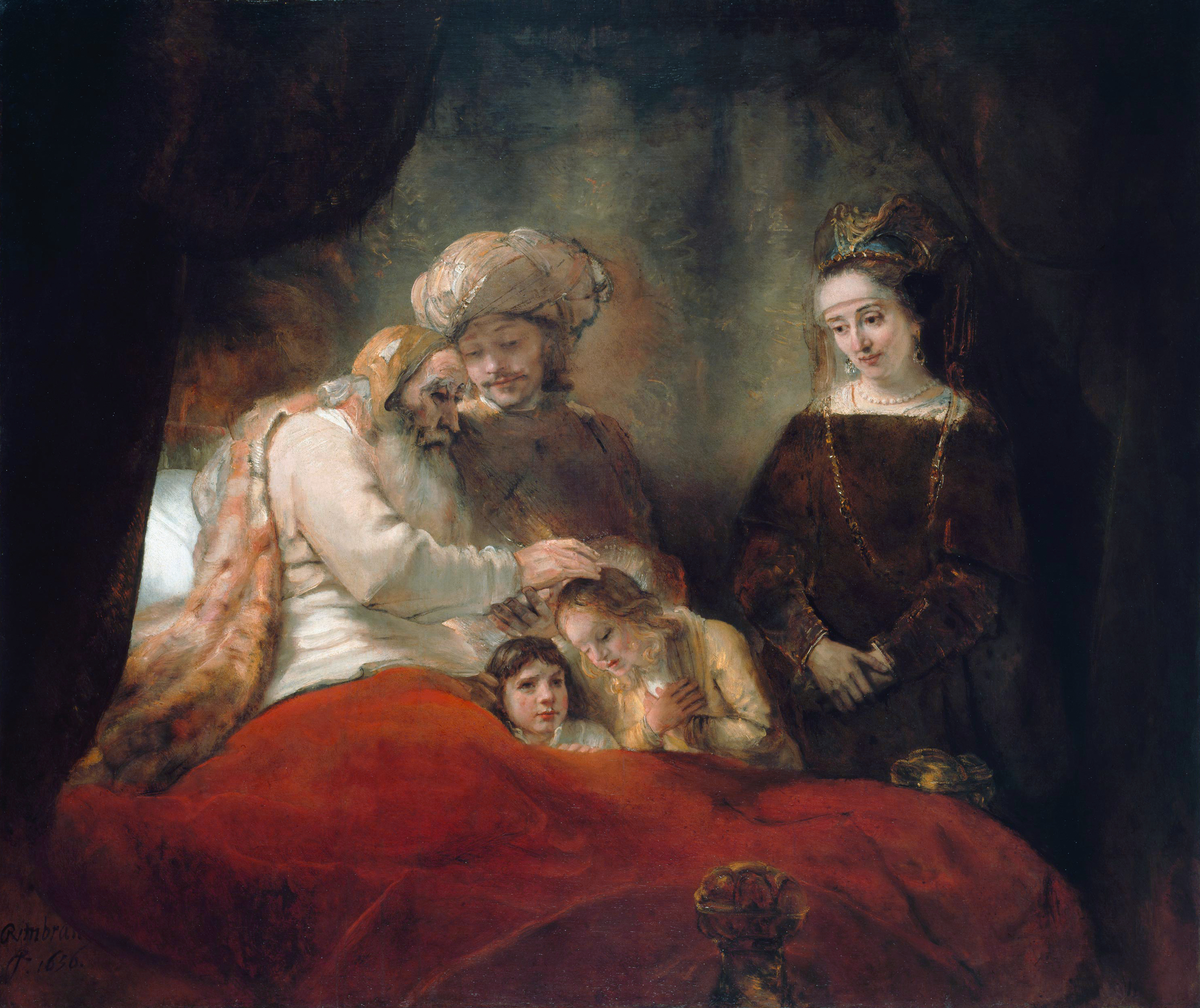
Rembrandt, Jacob bénissant les fils de Joseph (1656)
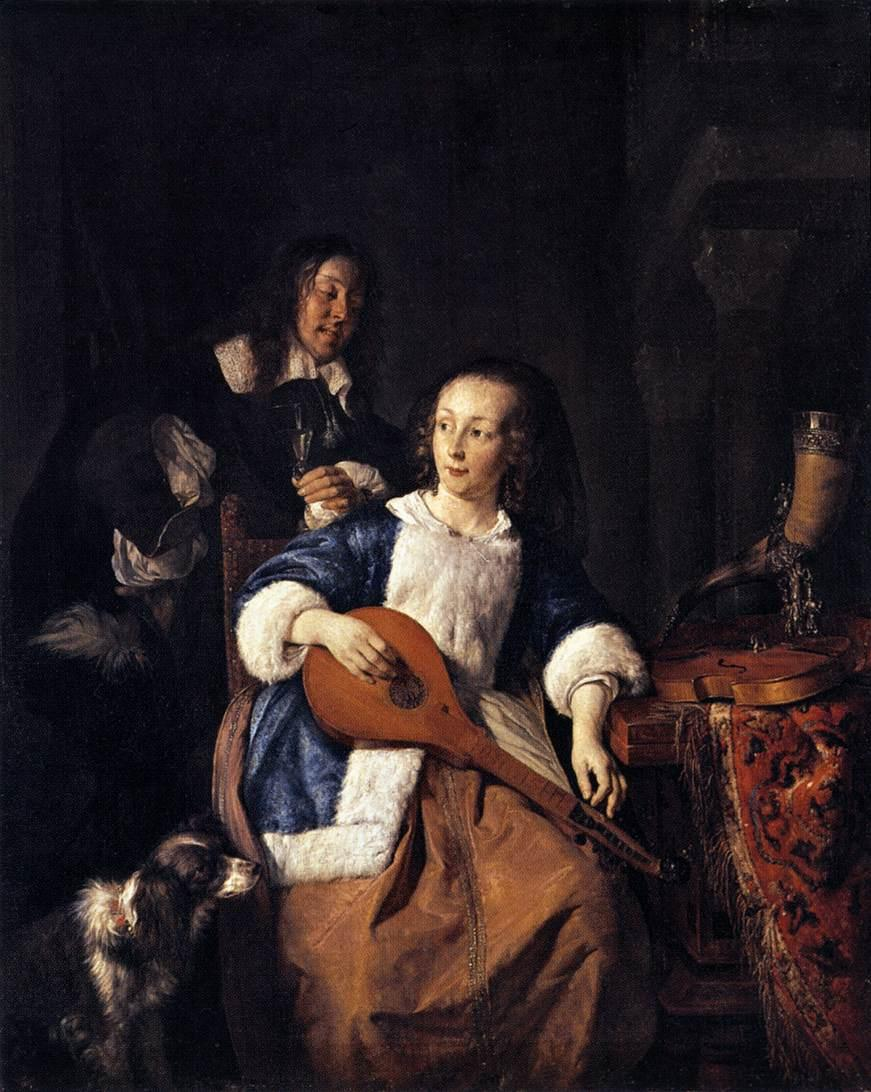
Gabriel Metsu, La Joueuse de cistre  (après 1660)
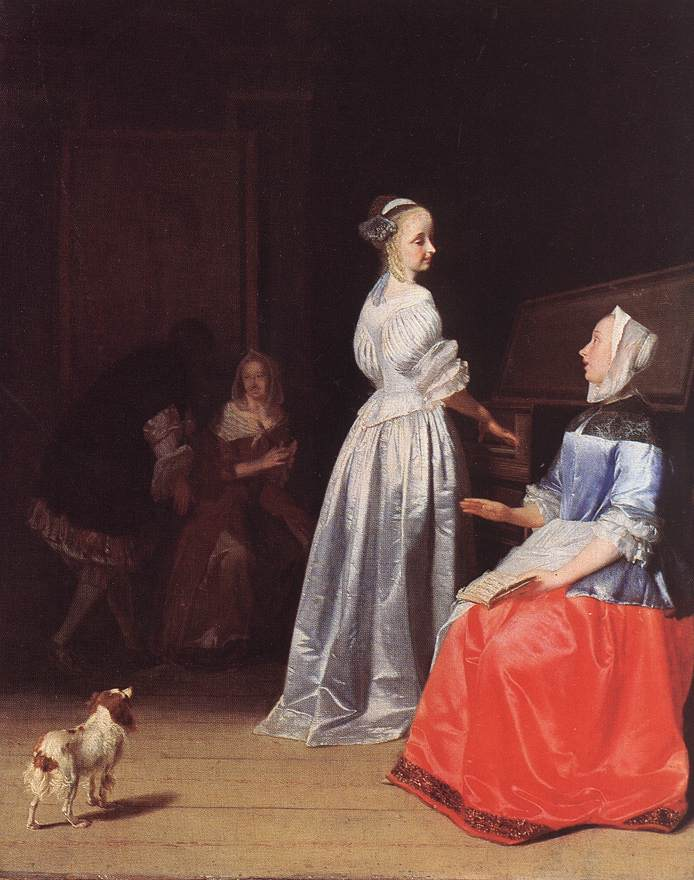
Jacob Ochtervelt, La Répétition d'une chanson, seconde moitié du XVIIe siècle
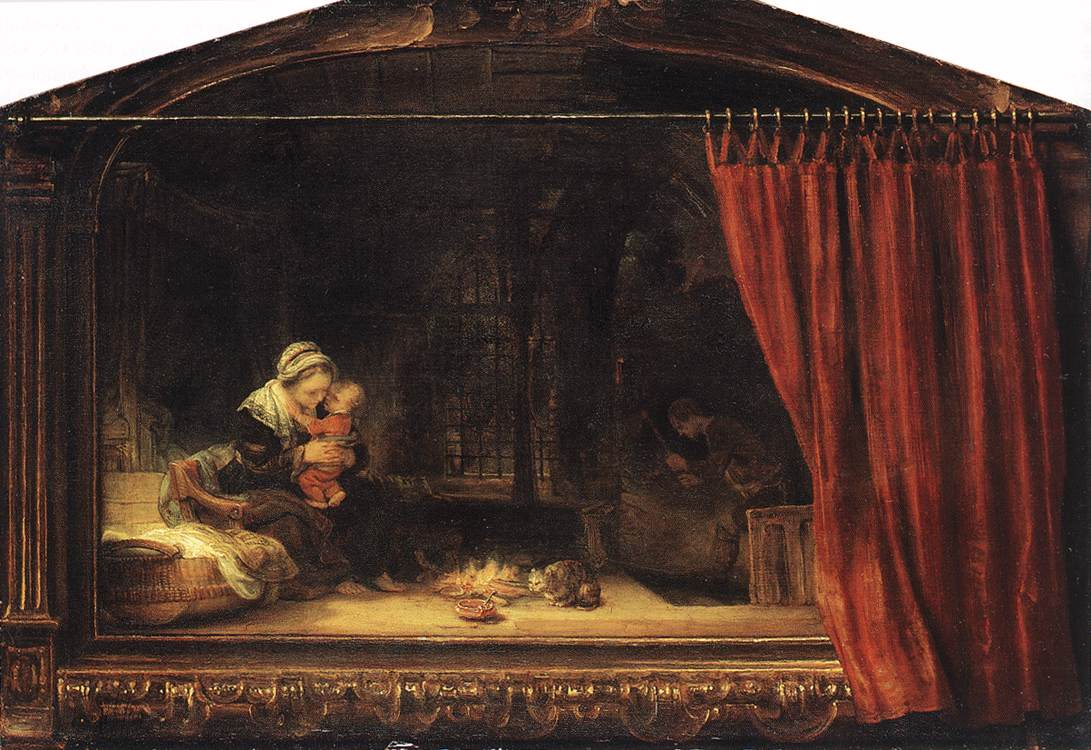
Rembrandt, Jacob bénissant les fils de Joseph (1646)

## Source
- (de) Cet article est partiellement ou en totalité issu de l’article de Wikipédia en allemand intitulé « Gemäldegalerie Alte Meister (Kassel) » (voir la liste des auteurs).